# Zoum zoum zoum
Zoum zoum zoum est une chanson de Dalida sortie en 1969. La chanson s'est positionnée à la 10e position du classement des ventes de singles en France en 1969 et à la 28e place en Wallonie.